# Пяшница Велька
Пяшница Велька (пол. Piaśnica Wielka, кашуб. Wiôlgô Piôsznica) — село в Польше, округ Пуцк, Померанское воеводство.
Во время Второй мировой войны эсэсовцы казнили под Пяшницей около 12000 мирных жителей: представителей польской и кашубской интеллигенции, а также около 1200 психически больных из местных больниц. Казни продолжались с октября 1939 по апрель 1940 г. Большинство тел было сожжено немцами при отступлении в 1944 г., при этом немцы задействовали заключённых из концлагеря Штутхоф, которых потом также казнили.